# Râul Bucovel
Râul Bucovel este un curs de apă afluent al râului Teleajen.

## Hărți
- Harta Județului Prahova

1. ↑  Stoian, Gabriel (2020). Dicționar geografic al județului Prahova. Ploiești - Mileniul III. p. 76.